# 태안 (후량)
태안(太安)은 중국 후량(後凉) 주천공(酒泉公) 여광(呂光)의 연호이다. 386년 10월에서 389년 2월까지 2년 5개월 동안 사용하였다. 386년 10월, 여광은 주천공을 자칭하며 독립 정권을 세우고 개원하였다.
같은 시기에 사용된 다른 연호로는 동진(東晉)에서 사용한 태원(太元 : 376년 ~ 396년), 전진(前秦)에서 사용한 태안(太安 : 385년 ~ 386년), 태초(太初 : 386년 ~ 394년), 후연(後燕)에서 사용한 건흥(建興 : 386년 ~ 396년), 후진(後秦)에서 사용한 백작(白雀 : 384년 ~ 386년), 건초(建初 : 386년 ~ 394년), 서진(西秦)에서 사용한 건의(建義 : 385년 ~ 388년), 태초(太初 : 388년 ~ 400년), 서연(西燕)에서 사용한 중흥(中興 : 386년 ~ 394년), 적위(翟魏)에서 사용한 건광(建光 : 388년 ~ 391년), 북위(北魏)에서 사용한 등국(登國 : 386년 ~ 396년)이 있다.

## 연대대조표
| 태안                | 원년                           | 2년        | 3년                 | 4년        |
| 서력                | 386년                          | 387년      | 388년               | 389년      |
| 육십간지 (六十干支) | 병술(丙戌)                     | 정해(丁亥) | 무자(戊子)          | 기축(己丑) |
| 동진 (東晉)         | 태원(太元) 11년                | 12년       | 13년                | 14년       |
| 전진 (前秦)         | 태안(太安) 2년 태초(太初) 원년 | 2년        | 3년                 | 4년        |
| 후연 (後燕)         | 건흥(建興) 원년                | 2년        | 3년                 | 4년        |
| 후진 (後秦)         | 백작(白雀) 3년 건초(建初) 원년 | 2년        | 3년                 | 4년        |
| 서진 (西秦)         | 건의(建義) 2년                 | 3년        | 4년 태초(太初) 원년 | 2년        |
| 서연 (西燕)         | 중흥(中興) 원년                | 2년        | 3년                 | 4년        |
| 적위 (翟魏)         | -                              | -          | 건광(建光) 원년     | 2년        |
| 북위 (北魏)         | 등국(登國) 원년                | 2년        | 3년                 | 4년        |

## 같이 보기
- 다른 왕조의 같은 연호
  - 서진(西晉) 태안(302년 ~ 303년)
  - 전진(前秦) 태안(385년 ~ 386년)
  - 북위(北魏) 태안(455년 ~ 459년)
  - 요(遼) 태안(1085년 ~ 1094년)
- 중국의 연호

| 이전 연호 - | 중국의 연호 후량(後凉) | 다음 연호 인가(麟嘉) |